# النبی صالح
النبی صالح (عربی: النبی صالح) یک روستای کوچک فلسطینی در کرانه باختری رود اردن است که در استان رام‌الله و البیره و در ۲۰ کیلومتری شمال‌غربی رام‌الله واقع شده‌است. النبی صالح در ۲۰۰۷ میلادی بالغ‌بر ۵۳۴ نفر جمعیت داشته‌است.
ساکنان این روستا از سال ۲۰۰۹ میزبان تظاهرات هفتگی در اعتراض به آنچه به عنوان مصادره زمین‌های این روستا و تصرف چشمه آنها توسط شهرک اسرائیلی در نزدیکی حلمیش توصیف می‌شود، بوده‌اند. دلیل توقف این حرکت بازداشت‌های زیاد و خستگی عمومی بین معترضان بیان شد. طی شش سال اعتراض تخمین زده می‌شود که بیش از ۳۵۰ نفر مجروح شده‌اند که ۵۰ مورد آن منجر به نقص عضو شده‌است. مصطفی تمیمی در ۱۱ دسامبر ۲۰۱۱ مورد اصابت گلوله قرار گرفت و بعداً بر اثر جراحات جان باخت و اولین ساکن نبی صالح بود که در جریان تظاهرات کشته شد. همچنین راشد تمیمی نیز توسط نظامیان اسرائیلی طی این اعتراضات کشته شد.